# Beringstedt
Beringstedt es un municipio situado en el distrito de Rendsburg-Eckernförde, en el estado federado de Schleswig-Holstein (Alemania). Tiene una población estimada, a fines de septiembre de 2022, de 738 habitantes.
Está ubicado en el área centro-este del estado, cerca de las ciudades independientes de Schleswig y Kiel, de la costa del mar Báltico y del canal de Kiel.